# برزیل (ایندیانا)
برزیل (به انگلیسی: Brazil) شهری در کلی کانتی، ایالت ایندیانا، ایالات متحده آمریکا است. این شهر مرکز بخشداری کلی کانتی است.
برزیل در سال ۱۸۶۶ به وسیله مالکان یک مزرعه به همین نام تأسیس شد.

## جغرافیا
برزیل در موقعیت ۳۹°۳۱′۳۰″ شمالی ۸۷°۷′۳۹″ غربی / ۳۹٫۵۲۵۰۰°شمالی ۸۷٫۱۲۷۵۰°غربی قرار گرفته‌است. این شهر مساحتی در حدود ۸٫۷ کیلومتر مربع دارد. در سرشماری سال ۲۰۱۰، جمعیت این شهر ۷٬۹۱۲ نفر اعلام شد.